# Phaenosperma globosum
Phaenosperma globosum Munro ex Benth., 1881 è una pianta angiosperma monocotiledone appartenente alla famiglia delle Poacee (sottofamiglia Pooideae). È l'unica specie del genere Phaenosperma Munro ex Benth., 1881 e della tribù Phaenospermateae Renvoize & Clayton, 1985.

## Etimologia
Il nome generico (Phaenosperma) deriva da due parole greche "phaeinos" (= splendente) e "sperma" (= seme). Insieme queste due parole sono state date a questa pianta perché a maturità i frutti sporgono oltre le brattee della palea e del lemma. L'epiteto specifico (globosum) indica una spighetta a forma di sfera (o globo).
Il nome scientifico della specie è stato definito dai botanici inglesi William Munro (1818–1880) e George Bentham (1800–1884) nella pubblicazione "Journal of the Linnean Society. Botany. London" (J. Linn. Soc., Bot. 19: 59. 1881) del 1881. Il nome scientifico del genere (Phaenosperma) è stato definito dagli stessi botanici nella medesima pubblicazione, mentre il nome scientifico della tribù (Phaenospermateae) è stato definito dai botanici contemporanei Stephen Andrew Renvoize (1944-) e William Derek Clayton (1926-) nella pubblicazione "Kew Bulletin. Kew, England" (40(3): 478. 1985) del 1985.

## Descrizione

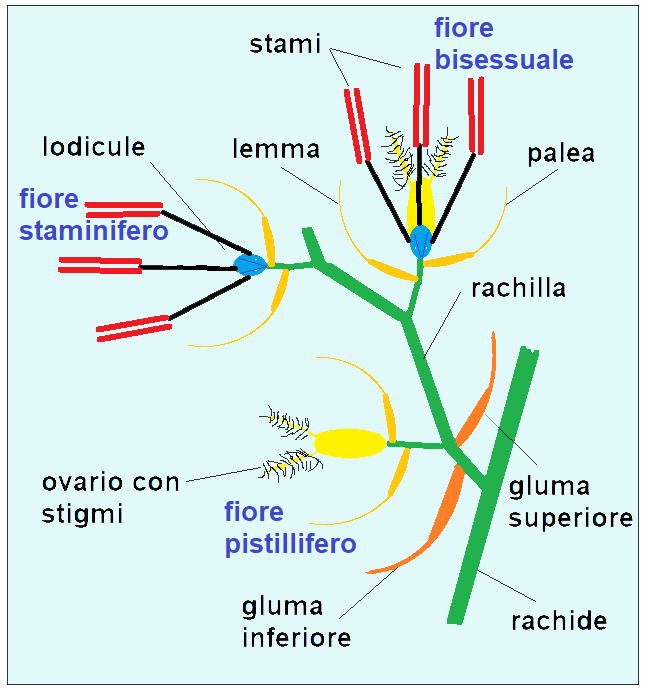
Spighetta generica con tre fiori diversi

- Il portamento di queste piante è perenne (eretto o rampicante) con altezze variabili da 1 a 3 metri. I culmi, robusti e solitari, sono cavi a sezione più o meno rotonda. Sui culmi sono presenti 4 - 5 nodi non ramificati. In queste piante non sono presenti i micropeli.[1][9][10][11][12][13][14][15]
- Le foglie lungo il culmo sono disposte in modo alterno, sono distiche e si originano dai vari nodi. Sono composte da una guaina, liscia, abbracciante il fusto e priva di auricole, una ligula membranosa e a volte cigliata e una lamina generalmente da lineare a lanceolata, liscia o scabra, verde scuro di sopra e biancastra di sotto. Le venature primarie si estendono ad angolo acuto dalla nervatura centrale; quelle trasversali sono visibili. Le foglie sono pseudopicciolate e resupinate. Nell'epidermide delle foglie non sono presenti papille. Dimensione delle lamine: larghezza 1 – 3 cm; lunghezza 10 – 50 cm.
- Infiorescenza principale (sinfiorescenza o semplicemente spiga): le infiorescenze, ascellari e terminali, sono ramificate e sono formate da alcune spighette solitarie ed hanno la forma di una pannocchia aperta. La fillotassi dell'inflorescenza inizialmente è a due livelli, anche se le successive ramificazioni la fa apparire a spirale. Lunghezza della pannocchia: 15 – 40 cm.
- Infiorescenza secondaria (o spighetta): le spighette, con forme da sferiche a ellittiche-oblunghe, compresse lateralmente o dorsoventralmente, sottese da due brattee distiche e strettamente sovrapposte chiamate glume (inferiore e superiore; in genere più corte del fiore e ialine), sono formate da un solo fiore. Alla base di ogni fiore sono presenti due brattee: la palea (un profillo con due venature e cigliato) e il lemma (a apice intero e ottuso - senza punte). La disarticolazione avviene con la rottura della rachilla sotto i glumi. Manca l'estensione della rachilla.
- I fiori fertili sono attinomorfi formati da 3 verticilli: perianzio ridotto, androceo  e gineceo.

- Formula fiorale:

- , P 2, A (1-)3(-6), G (2–3) supero, cariosside.

- Il perianzio è ridotto e formato da tre lodicule, delle squame traslucide, poco visibili (forse relitto di un verticillo di 3 sepali). Le lodicule sono membranose e non vascolarizzate.

- L'androceo è composto da 3 stami ognuno con un breve filamento libero, una antera sagittata e due teche. Le antere sono basifisse con deiscenza laterale. Il polline è monoporato.

- Il gineceo è composto da 3-(2) carpelli connati formanti un ovario supero. L'ovario, glabro, ha un solo loculo con un solo ovulo subapicale (o quasi basale). L'ovulo è anfitropo e semianatropo e tenuinucellato o crassinucellato. Lo stilo, breve, è unico con due stigmi papillosi e distinti. La base dello stilo alla fruttificazione è persistente e forma un piccolo becco.

- I frutti sono del tipo cariosside, ossia sono dei piccoli chicchi indeiscenti, con forme ovoidali, nei quali il pericarpo è formato da una sottile parete che circonda il singolo seme. In particolare il pericarpo è separabile dal seme. L'endocarpo non è indurito e l'ilo è lungo e lineare. L'embrione è piccolo e provvisto di epiblasto ha un solo cotiledone altamente modificato (scutello senza fessura) in posizione laterale. I margini embrionali della foglia non si sovrappongono.

## Biologia
In generale nelle Poaceae la fecondazione avviene fondamentalmente tramite l'impollinazione dei fiori per via  anemogama. Gli stigmi piumosi sono una caratteristica importante per catturare meglio il polline aereo.
I semi cadendo a terra, dopo aver eventualmente percorso alcuni metri a causa del vento (dispersione anemocora) sono dispersi soprattutto da insetti tipo formiche (mirmecoria).

## Distribuzione e habitat
La distribuzione di questa specie va dall'Assam al Giappone con climi più o meno temperati, subtropicali o tropicali.

## Tassonomia
La famiglia delle Poacee comprende circa 800 generi e oltre 9.000 specie. È una delle famiglie più numerose e più importanti del gruppo delle monocotiledoni. La famiglia è suddivisa in 12 sottofamiglie, il genere Phaenosperma fa parte della sottofamiglia Pooideae ed è l'unico genere della tribù Phaenospermeae.

### Filogenesi
Il genere Phaenosperma (insieme con le tribù Brachyelytreae, Duthieeae e Nardeae) rappresenta uno dei primi rami divergenti delle Pooideae. In particolare la tribù Phaenospermateae con la tribù Duthieeae forma un "gruppo fratello", e insieme alle tribù citate sopra forma la supertribù Nardodae.
Le seguenti sinapomorfie sono associate alla specie di questa voce:
- la disarticolazione avviene con la rottura della rachilla sotto i glumi;
- la base dello stilo alla fruttificazione è persistente e forma un piccolo becco;
- il pericarpo è separabile dal seme.

Con questa specie, da un punto di vista filogenetico, tutta la rimanente sottofamiglia si presenta con le seguenti sinapomorfie:
- la fillotassi dell'inflorescenza inizialmente è a due livelli;
- le spighette sono più o meno compresse lateralmente;
- i margini embrionali della foglia non si sovrappongono;
- l'embrione è privo della fessura scutellare.

Il numero cromosomico della specie è: 2n = 24.